# Kurol
Kurol (Leptosomus discolor) – gatunek średniej wielkości ptaka, będący jedynym przedstawicielem rzędu (Leptosomiformes) i rodziny (Leptosomidae) kuroli. Występuje jedynie na Madagaskarze i Komorach.
Systematyka
Duża odmienność tego ptaka powodowała pewne kontrowersje co do przynależności systematycznej. Dawniej większość autorów zaliczała go do rzędu kraskowych, ale niektórzy uważali, że powinno się go włączyć raczej do rzędu sokołowych. Wyróżnia się 3 podgatunki. Proponowany podgatunek anjouanensis zsynonimizowano z intermedius.
Morfologia
Długość ciała 38–50 cm; masa ciała 160–301 g. Występuje wyraźny dymorfizm płciowy, samce mają aksamitnoszare upierzenie, samice i młode upierzone są brązowo, bardziej maskująco.
Zasięg występowania
Poszczególne podgatunki zamieszkują:
- L. d. gracilis – kurol zielonawy – Wielki Komor (Komory)
- L. d. intermedius – kurol średni – Anjouan (Komory)
- L. d. discolor – kurol purpurowy – Majotta i Mohéli (Komory), Madagaskar

Ekologia
Gniazduje w dziuplach drzew, w których samica składa zwykle 4–5 jaj.
Jego pożywienie stanowią bezkręgowce (głównie owady), ale zjada także gady, takie jak kameleony (z rodzajów Furcifer i Calumma) czy gekony (Uroplatus).
Status
Międzynarodowa Unia Ochrony Przyrody (IUCN) uznaje kurola za gatunek najmniejszej troski (LC – Least Concern). Liczebność populacji nie została oszacowana, ale ptak ten opisywany jest jako szeroko rozpowszechniony w dogodnych dla niego środowiskach, poza nimi rozmieszczony plamowo i rzadki. Trend liczebności populacji uznawany jest za spadkowy ze względu na postępujące niszczenie naturalnych siedlisk leśnych.